# Víctor Rasgado

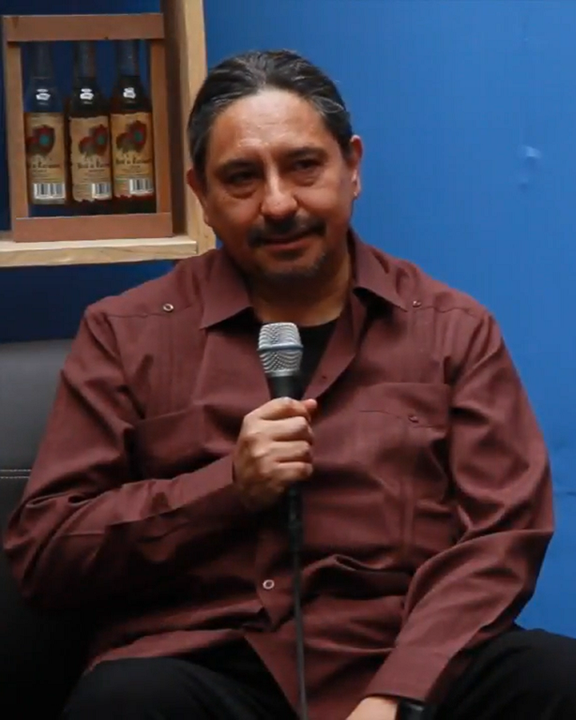
Víctor Rasgado (2017)

Víctor Rasgado (* 8. Juli 1959 in Mexiko-Stadt; † 18. Januar 2023) war ein mexikanischer Komponist.

## Leben
Rasgado hatte ab dem sechsten Lebensjahr Klavierunterricht und trat 1975 erstmals als Pianist und Komponist öffentlich auf. Bis 1978 studierte er Klavier und Komposition an der Escuela Nacional de Música bei Luis Mayagoitia, dann am Centro de Investigación y Estudios Musicales Tiamatinime und bis 1986 an der Royal School of Music in London.
Am Centro de Investigación y Estudios Musicales unterrichtete er von 1979 bis 1986 Solfège, daneben nach einem Geschichtsstudium an der Universidad Autónoma Metropolitana ab 1984 auch Musikgeschichte. 1986–1987 nahm er an Kursen für Kontrapunkt und Fuge bei Timothy Baxter in London teil. 1987 ermöglichte ihm ein Stipendium des Instituto Nacional de Belas Artes ein Studium bei Franco Donatoni in Italien.
Im Sommer 1989 besuchte Rasgado Kurse für Komposition und Orchesterleitung an der Accademia Musicale Chigiana in Siena, danach studierte er bis 1992 Komposition, elektronische Musik, Orgel, gregorianischen Gesang und Instrumentation am Conservatorio Giuseppe Verdi in Mailand. Mit dem Komponisten Juan Trigos gründete er das kammermusikalische Ensemble Sones Contemporáneos, das sich der Aufführung zeitgenössischer mexikanischer Kompositionen widmete.
1992 war er Generaldirektor und Leiter des Projekts für elektroakustische Livemusik des Festin en el Mictlán. Ab 1993 assistierte er Franco Donatoni bei dessen Kompositionskursen am Konservatorium und an der Ecuela Nacional de Musica in Mexiko.
1995 ermöglichte ihm ein Fulbright-Stipendium einen Studienaufenthalt an der Juilliard School of Music in New York.
Rasgado erhielt zweimal einen Gaudeamus-Preis der UNESCO. Für die Komposition Revontulet erhielt er 1993 den ersten Preis beim Internationalen Kompositionswettbewerb Alfred Casella. 1994 wurde Anacleto Morones mit dem Orpheus für zeitgenössische Kammeroper ausgezeichnet, der vom Teatro Lirico Sperimentale, der Wiener Kammeroper und dem Verlag Ricordi in Mailand vergeben wird.

## Werke
- Tres preludios ritmicos für Klavier, 1986
- Rumores de la tierra für Flöte, Trompete und Schlagzeug, 1986
- Canto florido für Tenor, Schlagzeug und Orchester, 1987
- Axolote, 1988
- La vida que tú me dejaste für Chor und Schlagzeug, 1988
- Royo nocturnal, 1989
- Seis gestos sobra las cuartas für Klavier, 1989
- Anacleto Morones, lyrische Oper in einem Akt für Solisten, Chor, Kammerorchester und Tonband, 1990–91, 1996
- Clamoroe für Klarinette und Tonband, 1991
- HueHue Cuicatl für Tenor und Tonband, 1991
- Trio für Klavier, Flöte und Klarinette, 1992
- Reguero für Klarinette, Klavier und Schlagzeug, 1992
- Emphasis für Fagott, 1992
- Arcana für zwei Flöten, 1992
- Revuelos für Trompete, Klavier, Kontrabass und Schlagzeug, 1992
- Mictlán für Schlagzeug und Tonband, 1992
- Zan Tontemiquico für Tenor und Kammerorchester, 1992
- Alaviaos für Chor a cappella, 1992
- In Xochitl in Cuicatl für Chor a cappella, 1992
- Carrus navalis für Posaune und Schlagzeug, 1993
- Revontulet, Fantasie für Klavier, Schlagzeug und Instrumentalensemble, 1993
- Dies Solis, Musikvideo für die Biennale in Venedig, 1993
- Domo für Kontraalt, Harfe und Flöten, 1994
- Quimera für Fagott, Klarinette und Klavier, 1994
- Quetzaltepec für Sinfonieorchester, 1994
- Alebrijes, Orchestersuite, 1994
- Amnios für elektronische Instrumente, 1995
- Teocuitlacoztic für Tenor, Flöte, Oboe, Klarinette, Fagott und Horn, 1996
- Ónix für Flöte, Schlagzeug, Violine, Cello und Klavier, 1996
- Lo tuve que tirar für Sopran, Kontrabass und Tonband, 1996
- The Golden Gate für zwei Celli, 1997
- Rabinal achí für Sinfonieorchester, Chor, Tenor und elektronische Medien, 1997–2001
- Canción de cuna für Stimme und Klavier, 1998
- Tres epigramas für Klarinette, 1998
- Ollin für Bassklarinette, Cello, Kontrabass und zwei Flöten, 1998
- El conejo y el coyote, Kinderoper nach 16 Bildern von Francisco Toledo, 1998–99
- Click für Piccoloflöte und Kontraalt, 1999
- Calatayud für Klavier und Sinfonieorchester, 1999–2000
- Carrizal für Klavier, 2000
- Frontera, für Flöte, Klarinette, Violine, Cello und Kontrabass, 2000
- Fanfarria für Sinfonieorchester, 2001
- Continuum motus für Sinfonieorchester, 2001
- Ventus für Bläser, 2002
- Kukarikarus für Flöte, Klarinette, Schlagzeug, Klavier, Violine und Cello, 2002
- Kaskarikarus für Flöte, Klarinette, Schlagzeug, Klavier, Saxophon und Trompete, 2002
- Body Notes für Sinfonieorchester, 2004–05